# Faro de la Punta de Ayre
El Faro de la Punta de Ayre (en inglés: Point of Ayre lighthouse) es el faro más antiguo de la Isla de Man. Fue diseñado y construido por Robert Stevenson, abuelo del prolífico escritor y novelista Robert Louis Stevenson, y se encendió por primera vez en 1818. La luz tiene un alcance nominal de alrededor de 19 millas (31 km) a una altura de 32 metros (105 pies). Pintado con dos bandas rojas distintivas, la luz se puede ver claramente a través del agua en el suroeste de Escocia. Debido a la continua acumulación de guijarros y grava depositada por las fuertes corrientes, un faro más pequeño comúnmente conoceido como un 'winkie' tuvo que ser construido a 750 pies (230 m) hasta el lado del mar de la torre principal en 1899. Este fue luego colocado de nuevo otros 250 pies (76 m) en la misma dirección y por las mismas razones en 1950. El faro 'winkie' se suspendió el 7 de abril de 2010.